# Joanna Pettet
Joanna Pettet, född Joanna Jane Salmon 16 november 1942 i London, är en brittisk-kanadensisk skådespelerska.

## Rollista i urval
- 1966 – Generalernas natt
- 1966 – Jagad (TV-serie)
- 1967 – Casino Royale
- 1967 – Rånet
- 1968 – Blue - den tyste
- 1973 – McCloud (TV-serie)
- 1976 – Makten och härligheten (miniserie)
- 1979–1982 – Kärlek ombord (TV-serie)
- 1980 – Charlies änglar (TV-serie)
- 1980–1983 – Fantasy Island (TV-serie)
- 1983 – Knots Landing (TV-serie)
- 1984 – Knight Rider (TV-serie)
- 1984–1985 – Hotellet (TV-serie)
- 1987 – Mord och inga visor (TV-serie)